# Henri-Frédéric Amiel
Henri-Frédéric Amiel (Ginevra, 27 settembre 1821 – Ginevra, 11 maggio 1881) è stato un filosofo, poeta e critico letterario svizzero.
È autore di un Diario intimo, il libro per cui è tuttora conosciuto.

## Biografia
Nato a Ginevra da una famiglia di stretta osservanza calvinista, in giovanissima età rimase orfano. Rimasto solo al mondo si gettò negli studi fino a venti anni, quando, terminati questi, cominciò a viaggiare. Prima in Svizzera poi, tra il 1841 e l'agosto del 1842, lungo l'Italia, Malta, la Francia e successivamente, fino al 1848, in Germania. Frequentando l'università di Berlino trovò quell'ambiente culturale affascinante, un'influenza che tentò di conciliare per tutta la vita con la sua formazione latina. Fu uno dei primi stranieri a interessarsi alla filosofia di Schopenhauer, ma la sua educazione calvinista e il suo carattere gli impedirono di aderirvi, facendogli preferire quella di Krause. 
Alla fine del 1848 rientrò a Ginevra accettando una cattedra prima di estetica, poi di filosofia, presso l'università, cominciando la carriera accademica che durò per tutto il resto della sua vita.
Rimase sempre celibe, privo di una vita mondana, circondandosi di una piccola cerchia di amici. Non privo di frequentazioni galanti, tra tutte spicca quella con la calvinista Fanny Mercier, futura erede dei diritti sui suoi scritti e editrice di una prima pubblicazione di pagine scelte del Diario intimo.
In vita si limitò alla pubblicazione di piccoli volumi di versi, saggi letterari e alcune traduzioni poetiche, pubblicate con il nome Les Etrangères, tra le quali troviamo l'Infinito e La sera del dì di festa del Leopardi.

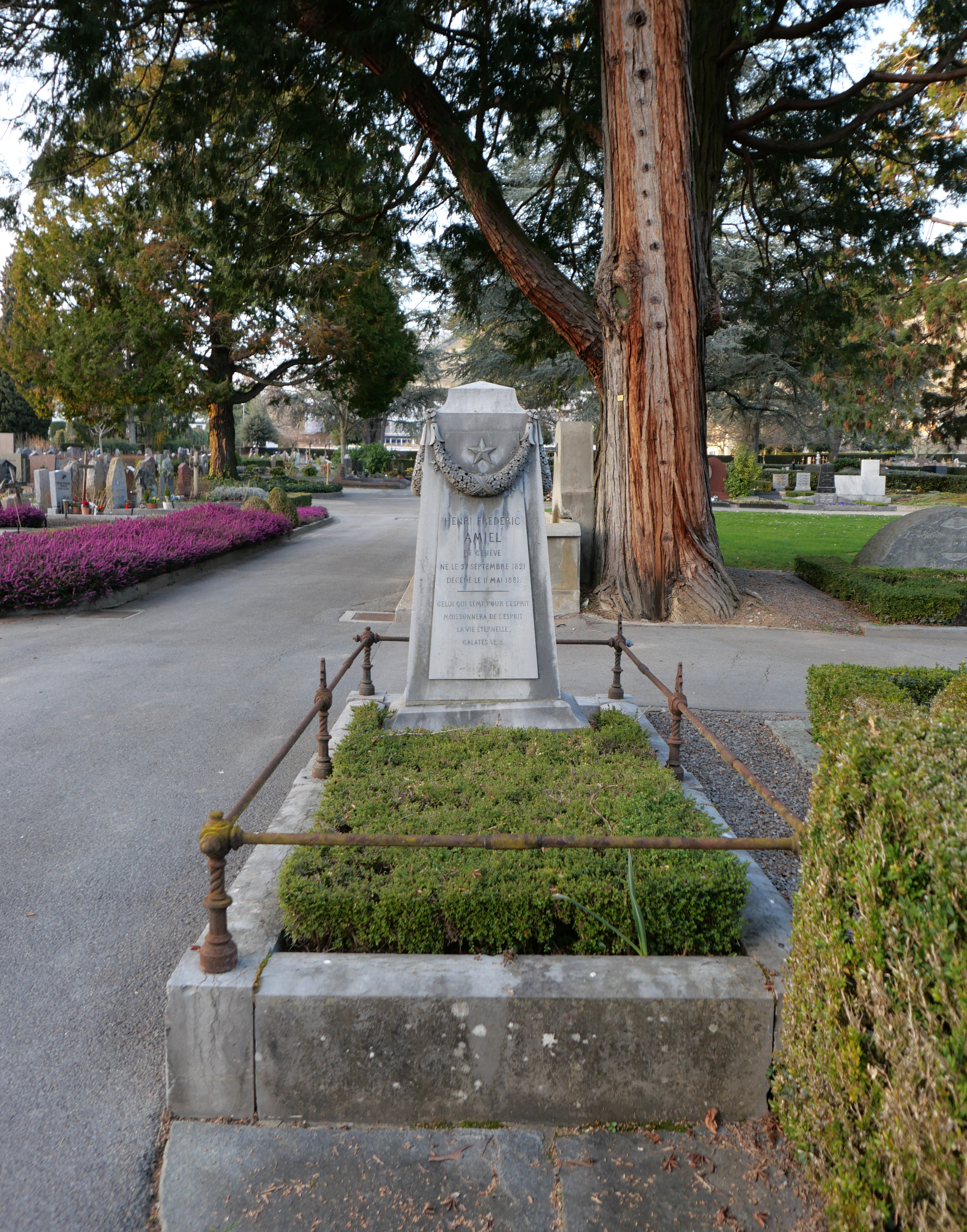
La tomba nel 2024.

Non particolarmente lusinghiera la critica di Diego Valeri sulle opere pubblicate dall'Amiel: "... possiamo spigolare qualche espressione, epigrammaticamente conchiusa, di pensieri non banali, qualche immagine affinata sino all'acutezza, come quella tipica e famosa della libellula ("... C'est de l'air tissé, du vent vivant..."); ma cercheremmo invano l'affermazione vittoriosa d'una compiuta personalità d'uomo e d'artista. Ugualmente vano sarebbe cercare nei suoi pochi articoli e discorsi letterarî un vero critico, ché, dubbioso, per naturale timidezza, d'ogni suo proprio giudizio, scrupolosamente informato, per abitudine di studî severi, del pensiero altrui, finiva a trovarsi davanti al suo tema, più che impacciato, inaridito."

Henri-Frédéric Amiel muore di asfissia il giorno 11 maggio 1881, all'età di 60 anni, a Ginevra. Amiel fu sepolto nel cimitero di Clarens nel cantone Vaud. La lapide reca una citazione dalla Lettera ai Galati 6,8: 
"CELUI QUI SEME POUR L'ESPRIT MOISSONERA DE L'ESPRIT LA VIE ETERNELLE". ("chi semina per compiacere allo Spirito, dallo Spirito raccoglierà vita eterna.")

## Diario intimo
Dopo la morte fu la Mercier, con l'aiuto di Edmond Schérer, a vagliare i quaderni, scritti tra il 1847 e il 1881 alla vigilia dell'agonia finale, 174 in tutto per diciassettemila pagine. La prima edizione, in due volumi, con il titolo Fragments d'un Journal intime, fu pubblicata nel 1883-1884 diventando, al contrario degli scritti in vita, uno dei fenomeni letterari più importanti della seconda metà dell'800. Nel 1923, Bernard Bouvier pubblicava una nuova scelta ampliata rispetto a quella della Mercier (Ginevra-Parigi 1923, tre volumi). In questa nuova edizione vedono luce tutte quelle intime dichiarazioni di coscienza che il moralismo della Mercier aveva soppresso, rendendo il Journal uno specchio fedele dello spirito del suo autore e, soprattutto, delle ansie e del travaglio intimo, della delusione e delle aspirazioni della generazione del '48.
Nel 1927 esce un nuovo volume di confessioni con il titolo Philine, curato dal critico Edmond Jaloux. «Phil.», cioè Philine, è uno dei nomi in codice sotto cui Amiel cela Marie Favre, uno dei suoi amori più accesi e conflittuali.
Bernard Gagnebin ha curato un'edizione critica completa del Diario intimo, pubblicata a Losanna a partire dal 1976 in dodici volumi.

## Opere
- Berlin au printemps de l'année 1848 (1849)
- Du mouvement littéraire dans la Suisse romane et de son avenir (1849)
- Grains de mil (1854), poesie e pensieri
- Il penseroso (1858), poesie e massime
- La Cloche (1860), poema di Schiller
- La Part du rêve (1863), nuove poesie
- L'Escalade de MDCII (1875), ballata storica
- Charles le Téméraire (1876), romanzo storico
- Les Étrangères (1876), poesie tradotte da varie lingue
- L'Enseignement supérieur à Genève depuis la fondation de l'Académie depuis le 5 juin 1559 (1878)
- Jean-Jacques Rousseau jugé par les Genevois d'aujourd'hui (1879)
- Jour à jour (1880), poesie intime
- Fragments d'un journal intime (1884, 1887, 1923, 1927)
  - trad. Paolo Rusca, Dal Giornale intimo, Istituto Editoriale Italiano, Milano 1917
  - trad. Maria Ghiringhelli, Giornale intimo, introduzione di Carlo Pascal, Paravia, Torino 1925
  - trad. Cristina Baseggio, Frammenti di un giornale intimo, Utet, Torino 1942
  - trad. Francesco Cirafici, Diario intimo (1847-1881), introduzione di Maurizio Ciampa, Città Nuova, Roma 1992
  - trad. Pino Mensi, Diario intimo, Longo, Ravenna 2000
- Philine (1927), frammenti inediti  del Journal intime
  - trad. Franco Pool, Philine. Frammenti del Diario intimo, prefazione di Daria Galateria, introduzione di Edmond Jaloux, Dadò, Locarno 2005
- Lettres de jeunesse (1904)
- Essais critiques (1931) (riedito nel 2006)
- Journal intime, L'Âge d'Homme, Losanna 1976-1994 (12 voll.), edizione critica completa